# Kic Przystojniak
Kic Przystojniak - seria komiksów autorstwa Radosława Kleczyńskiego (scenariusz) i Sławomira Jezierskiego (rysunek). Komiksy ukazywały się w magazynach Super Boom!, AQQ, Świat Komiksu i Krakers. W 2003 roku nakładem wydawnictw Kultura Gniewu i Graficon ukazał się album z przygodami Kica pt. Kic Przystojniak. Bestia znad Wisły.
Seria opowiada o przygodach tytułowego Kica, sprytnego i pomysłowego zająca, który z humorem i pewną dozą bezczelności radzi sobie z przeciwnościami losu. Kic przeżywa przygody w czasach prasłowiańskich, podczas bitwy pod Grunwaldem, podczas II wojny światowej, w kosmosie...